# 敌似豹掠蛛
敌似豹掠蛛（学名：Drassodes dispulsus）为平腹蛛科掠蛛属的动物。在中国大陆，分布于甘肃、内蒙古等地，常栖息于草丛。